# Vegetarisch restaurant Pomona

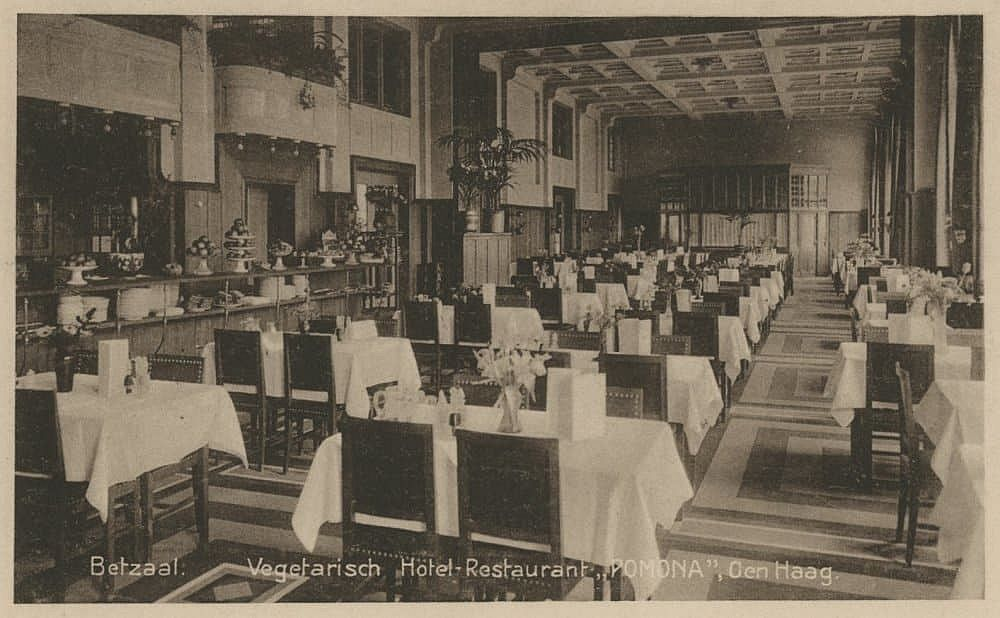
Interieur

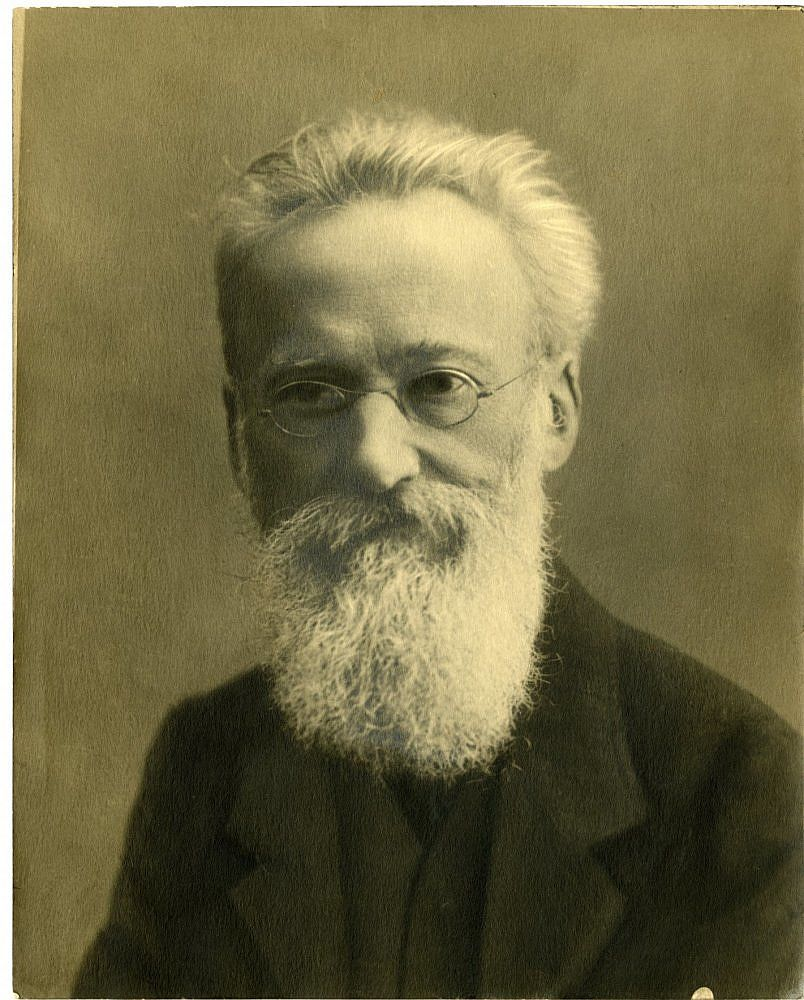
Michiel Valk

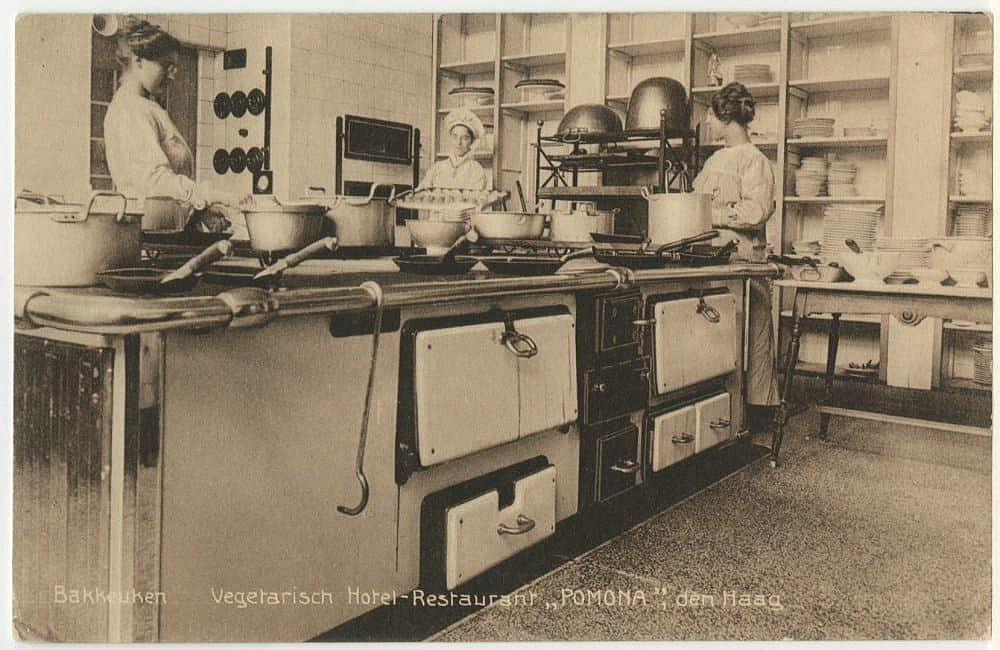
Bakkeuken

Vegetarisch restaurant 'Pomona' in Den Haag was in 1899 het eerste vegetarische restaurant in Nederland. Het restaurant werd genoemd naar Pomona, de Romeinse godin van de boomvruchten.

## Vanuit de vegetariërsbond
De in 1894 opgerichte Nederlandse Vegetariërsbond (NVB) verspreidde haar opvattingen voornamelijk via spreekbeurten, geschriften en congressen. Om de ideeën meer openbaar te maken werden plannen gemaakt voor het openen van vegetarische restaurants. Het idee voor een vegetarisch restaurant dat helemaal gerund werd door vrouwen kwam van Marie Jungius. Jungius was naast medeorganisator van de Nationale Tentoonstelling van Vrouwenarbeid ook de oprichtster van het Nationaal Bureau voor Vrouwenarbeid. Marie Jungius was voor het uitwerken van de plannen vrijgesteld van haar werk als secretaresse van Caroline van der Hucht-Kerkhoven. Jungius en Van der Hucht-Kerkhoven waren tevens actief in de Nederlandse Bond tot Bestrijding van de Vivisectie, die in 1897 was opgericht. Secretaris Michiel Valk van de NVB kwam met het plan om de Nationale Tentoonstelling van Vrouwenarbeid te organiseren in het nieuw te openen vegetarisch restaurant. Na een geldinzameling werd in 1898 begonnen met de praktische voorbereidingen. Deze voorbereiding werd gedaan door Michiel Valk en Suze Groshans, die met Valk samenwoonde. Beheerster en kok werd de weduwe Elisabeth van der Molen-Heijnsdijk, die in vegetarisch restaurant 'Pomona' in Leipzig had gewerkt en daar ervaring had opgedaan met vegetarisch koken. In 1896 schreef zij samen met Michiel Valk het vegetarische kookboek De vegetarische keuken. Dit door de NVB uitgegeven kookboek bevatte wetenswaardigheden over vegetarisch koken en was ingedeeld in de hoofdstukken 'soepen', 'voorgerechten', 'eiergerechten', 'sausen en vlaas', 'hoofdgerechten van jonge planten en jonge plantendeelen', 'hoofdgerechten uit rijpe peul- en graanvruchten in gedroogden toestand', 'panspijzen', 'koude gerechten', 'brood' en 'nagerechten. Na het succes van het kookboek De vegetarische Keuken (meerdere drukken vanaf 1896) schreef Elisabeth, inmiddels Elisabeth Valk-Heijnsdijk door haar huwelijk met Michiel Valk, Stuivers kookboek (1898) en Drie-stuivers kookboek (1919). Deze drie boeken waren de eerste vegetarische kookboeken van Nederlandse bodem.

## Opening
De opening van hotel-restaurant vond plaats op 11 februari 1899 in een bovenhuis aan de Haagse Stadhouderslaan. In de restauratiezaal stonden een buffet en sneeuwwit gedekte tafeltjes. Op de leestafel lagen allerlei brochures op sociaal gebied, over gezondheid en voedingsleer. Aan de wanden hingen de voedingstabellen van de artsen A.J.C. Snijders en D. Huizinga en een beleefd verzoek niet te rooken en geen honden mee te brengen.
Het openingsmenu voor de uitgenodigde pers bestond uit:
- Piet-Heinboonensoep
- Champignonpasteitjes
- Sleepasperges
- Gestoofde kropjes sla
- Schijngehakt
- Aardappelen met boter
- Italiaansche sla
- Flensjes met rhabarber
- Aardbeien met room

Verder was er Apollinaris- of Victoriawater beschikbaar. Het diner werd afgesloten met een kop koffie met room.

## Uitbreiding en verplaatsing
Toen de ruimte voor 30 personen al snel te klein bleek, werd het restaurant ondergebracht in een aantal verderop gelegen panden. Elisabeth van der Molen-Heijnsdijk trouwde in 1901 met Michiel Valk.
Nadat in 1910 de oprichtingsvergadering plaatsvond van de NV Vegetarisch Hotel-Restaurant ‘Pomona’ werden aandelen uitgegeven om een startkapitaal te vormen. Het nieuwe restaurant aan de Molenstraat 53 werd inclusief interieur in 1911/1912 ontworpen en gebouwd door de architecten Anthonie Pieter Smits en Henk Fels. De eerste hotelgasten werden eind 1912 verwelkomd, het restaurantgedeelte opende officieel op 26 februari 1913. Bij de opening waren vele organisaties aanwezig die binding hadden met het vegetarisme. Tot de aanwezigen behoorden naast Koos van Rees namens de Algemene Nederlandse Geheel-Onthouders Bond (ANGOB) ook afgevaardigden van de Nederlandse Vereniging tot Afschaffing van Alcoholhoudende Dranken. De NVB richtte zich onder voorzitterschap van Felix Ortt en Daan de Clercq namelijk ook op andere humanitaire ideeën als antimilitarisme en geheelonthouding. Zo bevorderde de in 1897 opgerichte ANGOB de oprichting van geheelonthouders-koffiehuizen in de grote steden. Restaurant Pomona werd door zowel vegetariërs als niet-vegetariërs bezocht, de gasten kwamen vooral uit de maatschappelijke middenklasse. Het restaurant werd ook gebruikt voor bijeenkomsten en lezingen. De aanwezigheid van een rookruimte in 'Pomona' had echter niet de instemming van alle vegetariërs. Pomona zou in 1949 worden gesloten en werd omgebouwd tot het huidige Parkhotel Den Haag.

## Meer vegetarische restaurants
Het tweede vegetarische restaurant Pomona was gevestigd in Amsterdam, in Leiden kwam in 1902 aan de Papengracht het derde vegetarische restaurant en had de naam 'Ceres'. Nog datzelfde jaar openden ‘Thalysia’ in Delft en ‘Futra Nobis’ aan de Rotterdamse Coolsingel. De jaren daarna werden vegetarische restaurants geopend in Haarlem, Arnhem, Bloemendaal, Blaricum, Lisse en Apeldoorn. Dit laatste droeg de naam 'Sanitas' vanwege de combinatie met een vegetarisch sanatorium met terrein voor lucht- en zonnebaden.